# زوال عقل
زوال عقل، خِرَدسودگی یا دمانس (به انگلیسی: Dementia) در پزشکی و روان‌پزشکی، اختلال مزمن و گاهی حاد فرایندهای روانی و زوال عصبی پیشرونده بوده که با تغییر شخصیت و موقعیت‌ناشناسی و اختلال در حافظه و داوری و اندیشه همراه است. شایع‌ترین نوع آن، زوال عقل سالخوردگی یا بیماری آلزایمر است. از دیگر عوامل ایجاد زوال عقل می‌توان به سکته مغزی، بیماری پیک و بیماری‌های ناشایع ولی معروف مانند جنون گاوی اشاره نمود. طبق تعریف، زوال عقل عبارت است از تخریب پیش‌روندهٔ کارکردهای شناختی که در زمینه‌ای از هشیاری کامل (بدون وجود دلیریوم بسته به نوع عامل آن) بروز می‌کند. زوال عقل مجموعه‌ای از علائم شامل اختلالاتی در حافظه، توجه، زبان‌پریشی، تغییرات روان‌شناختی و مختل شدن فعالیت‌های روزمره تظاهر می‌یابد.

## شیوع
امروزه حدود ۱۲ میلیون نفر در جهان زوال عقل دارند و انتظار می‌رود که این تعداد در سال ۲۰۴۰ به ۲۵ میلیون برسد. محققان سازمان جهانی آلزایمر (ADI) در گزارش سال ۲۰۱۵ خود در لندن پیش‌بینی کردند که شمار بیماران مبتلا به زوال عقل در جهان تا سال ۲۰۵۰ سه برابر و به ۱۳۱٫۵ میلیون نفر برسد. در بررسی که در خانه‌های سالمندان در استان تهران صورت گرفت، مشاهده شد که ۴ درصد از افراد، زوال عقل دارند. در انگلستان حدود ۶۳۷ هزار نفر علائم زوال عقل دارند و هزینهٔ سالیانهٔ مراقبت از آن‌ها ۷/۱ میلیارد پوند (۷/۱۸ میلیارد یورو، ۷/۲۴ میلیارد دلار) است، که بیشتر از بیماری قلبی-عروقی (۴ میلیارد پوند)، سکته مغزی (۳ میلیارد پوند) و سرطان (۲ میلیارد پوند) است. تحقیقات محققان انگلیسی حاکی از آن است که یک نفر از هر سه نفر متولدان سال ۲۰۱۵ میلادی در این کشور در صورت یافت نشدن راه‌هایی برای درمان زوال عقل در نهایت به اشکال مختلف این عارضه دچار خواهند شد. براساس این تحقیقات، ۲۷ درصد از پسران و ۳۷ درصد از دختران متولد سال ۲۰۱۵ میلادی در آینده در معرض بیماری زوال عقل، قرار دارند. به گفته محققان انگلیسی، به‌طور تقریبی ۳۲ درصد متولدان سال جاری میلادی در انگلستان در مراحلی از زندگی خود به بیماری ذهنی تحلیل‌برنده مبتلا خواهند شد. شایع‌ترین نوع زوال عقل، آلزایمر نام دارد که ۵۰٪ تا ۶۰٪ بیماران مبتلا به زوال عقل را شامل می‌شود. از سایر انواع زوال عقل می‌توان از زوال عقل عروقی، زوال عقل پیشانی-گیجگاهی، زوال عقل ناشی از ضربه به مغز، زوال عقل وابسته به الکل، زوال عقل وابسته به انواع اختلال‌های حرکتی نظیر بیماری هانتینگتون، زوال عقل پارکینسون و زوال عقل ناشی از ایدز نام برد.

## علائم بالینی
به‌طور کلی تشخیص زوال عقل پارکینسون بر اساس معاینهٔ بالینی بیمار، از جمله معاینهٔ وضعیت روانی و اطلاعات به‌دست آمده از خانواده، دوستان و غیره صورت می‌گیرد. بعضی از خصوصیات مشترک بین انواع زوال عقل عبارت‌اند از:

### شخصیت
تغییرات در شخصیت افراد مبتلا به زوال عقل به‌خصوص برای خانوادهٔ فرد، ناراحت‌کننده‌است. خصوصیات شخصیتی فرد ممکن است در اثر زوال عقل، تشدید شود. در ضمن فرد مبتلا به زوال عقل ممکن است درون‌گرا شود و اهمیتی به تأثیر رفتار خود بر دیگران ندهد.

### توهمات و هذیان‌ها
حدود ۲۰ تا ۳۰٪ بیماران مبتلا به زوال عقل (در درجه اول بیماران مبتلا به آلزایمر) دچار توهم می‌شوند و ۳۰ تا ۴۰٪ آن‌ها هذیان دارند که عمدتاً از نوع پارانویا یا گزند است که عمدتاً ماهیت نامنظم دارد.

### خلق
افسردگی و اضطراب تقریباً در ۴۰ تا ۵۰٪ بیماران مبتلا به زوال عقل، نشانه عمده‌ای به حساب می‌آید. بیماران مبتلا به روان‌پریشی همچنین ممکن است بدون عامل برانگیزندهٔ آشکار، خنده یا گریهٔ بیمارگون از خود نشان بدهند.

### تغییرات شناختی
در بیماران مبتلا به زوال عقل علاوه بر زبان‌پریشی، کردار پریشی و ادراک‌پریشی نیز شایع است. همچنین حملات تشنجی، تظاهرات عصبی غیرمعمول، رفلکس‌های ابتدایی مانند چنگ زدن و مکیدن نیز در این گونه افراد مشاهده می‌شود.

### واکنش بحرانی
توانایی بیماران مبتلا به زوال عقل در نگرش انتزاعی کاهش می‌یابد.

## انواع

### آلزایمر
در تشخیص زوال عقل نوع آلزایمر علاوه بر وجود اختلال حافظه، وجود یکی دیگر از اختلال‌های شناختی الزامی است. همچنین این بیماری باید در عملکرد اجتماعی و شغلی فرد، اختلال ایجاد کند.

### زوال عقل عروقی
علائم عمومی آن مشابه زوال عقل نوع آلزایمر است با این تفاوت که شواهد بالینی و آزمایشگاهی مبنی بر دلایل عروقی در مورد آن موجود است. در ضمن معمولاً سیر نزولی و پله‌پله در زوال عقل عروقی شایع‌تر از نوع آلزایمر است.

### زوال عقل ناشی از سایر اختلالات طبی عمومی
شش علت اصلی که راهنمای تشخیصی و آماری اختلال‌های روانی از آن‌ها نام برده شده‌است شامل:
- بیماری ایدز
- ضربه مغزی
- بیماری پارکینسون
- بیماری هانتینگتون
- بیماری نیمن پیک
- بیماری کروتزفلد جاکوب

در ضمن ردیف هفتمی نیز به درمان‌گر اجازه می‌دهد سایر اختلالات غیر روانی منجر به زوال عقل را در آن جای دهد.

### زوال عقل پایدار ناشی از مصرف مواد
مواد متداولی که می‌تواند منجر به زوال عقل شود در راهنمای تشخیصی و آماری اختلال‌های روانی از آن نام برده شده شامل موارد زیر می‌شود:
- نوشیدنی‌های الکلی
- مواد استنشاقی
- داروهای رخوت‌زا، خواب‌آور، ضد اضطراب

در زوال عقل ناشی از الکل، تشخیص افتراقی با نشانگان ورنیکه–کورساکوف و سنجش میزان ویتامین ب۱ ضروری است.

## سبب‌شناسی
- تاکنون چندین علت احتمالی برای بیماری آلزایمر ذکر شده که برخی از آن‌ها عبارت است از:
- پروتئین‌های آمیلوئیدوز: در بیماری آلزایمر، ساختارهای پروتئینی کروی‌شکلی در خارج یاخته‌های عصبی برخی مناطق مغز و ساختارهای پروتئینی رشته‌ای در جسم سلولی نورون‌ها، تشکیل می‌شود. این ساختارهای پروتئینی که به آن‌ها اجسام آمیلوئیدی گفته می‌شود در اثر برخی تغییرات در پروتئین سلول‌های عصبی و برهم خوردن تعادل و تغییر در میزان یا ساختار پروتئین‌های پرسینیلین، آپولیپوپروتئین E، سینوکلئین و پپتید آمیلوئیدبتا ایجاد می‌شود. یکی از مهم‌ترین پروتئین‌هایی که در ایجاد آلزایمر نقش دارد پروتئین پیش‌ساز آمیلوئید (APP) نام دارد. این پروتئین در سلول‌های دستگاه عصبی موجود است و در اتصال سلول‌ها به هم، تماس سلول‌ها و اتصال به ماتریکس برون‌یاخته‌ای و اسکلت سلولی نقش دارد. پروتئین APP به وسیله سه نوع آنزیم پروتئولیتیک پردازش می‌شود. آنزیم‌های آلفا، بتا و گاما- سکرتاز، به ترتیب پروتئین APP را در اسیدهای آمینه ۶۷۸، ۶۷۱ و ۷۱۱ برش می‌دهند. با اثر آنزیم‌های گاما و بتا سکرتاز بر پروتئین APP، به ترتیب، پپتیدهایی به نام آمیلوئید بتا ۴۰ (دارای ۴۰ اسید آمینه) و آمیلوئید بتا ۴۲ (دارای ۴۲ اسید آمینه) ایجاد می‌شوند. در حالت عادی مقدار این قطعات در سلول‌ها کم است و به‌سرعت تجزیه می‌شوند؛ اما اگر در پروتئوم سلول‌های عصبی این تعادل برهم بخورد و مقدار این قطعات افزایش یابد، ساختارهای پروتئینی کروی و در نتیجه آلزایمر ایجاد می‌شود. در بیماران مبتلا به سندرم داون (تریزومی ۲۱) میزان بیان پروتئین APP افزایش می‌یابد و علائمی شبیه آلزایمر مشاهده می‌شود که ممکن است به علت افزایش مقدار پپتید آمیلوئید بتا ۴۲ باشد؛ زیرا ژن پروتئین APP بر روی کروموزوم ۲۱ قرار دارد.
- ژن‌های E۴ چندگانه: در یک مطالعه مشخص شد که افرادی که یک نسخه از ژن E۴ را دارند سه برابر بیش از کسانی که فاقد این ژن هستند دچار بیماری آلزایمر می‌شوند.
- نوروپاتولوژی: مشاهده نورو آناتومیک مغز بیمار مبتلا به آلزایمر با چشم غیرمسلح آتروفی منتشر به همراه پهن شدن شکنج‌های قشری و اتساع بطن‌های مغز را نشان می‌دهد. یافته‌های میکروسکوپیک کلاسیک نیز از بین رفتن نورون‌ها، وجود پلاک‌های پیری و از بین رفتن سیناپس‌ها را نشان می‌دهد.
- پیام‌رسان‌های عصبی: پیام‌رسان‌های عصبی که بیش از همه در بیماری آلزایمر دخیل شناخته شده‌اند استیل کولین و نوراپی‌نفرین هستند که ظاهراً هر دوی آن‌ها در بیماران آلزایمری، فعالیت کمتری دارند.
- مسمومیت با آلومینیوم: سطح بالای آلومینیوم در مغز برخی از بیماران مبتلا به آلزایمر یافت شده‌است. اما این موضوع یک عامل سببی عمده به حساب نمی‌آید.
- زوال عقل عروقی: علت اولیه زوال عقل عروقی بیماری عروقی چندگانه مغزی است که به بروز الگوی زوال عقل می‌انجامد. این بیماری در مردها بیشتر است و عمدتاً عروق مغزی کوچک و متوسط را گرفتار می‌کند.
- بیماری نیمن پیک: برخلاف توزیع آهیانه – گیجگاهی یافته‌های پاتولوژیک در آلزایمر در این بیماری، آتروفی بیشتر در ناحیه پیشانی گیجگاهی مشاهده می‌شود. در این ناحیه همچنین فقدان نورونی و وجود اجسام نورونی پیک نیز مشاهده می‌شود. علاوه بر آنچه که ذکر شد بیماری جسم لوی، بیماری هانتینگتون، بیماری پارکینسون، عفونت اچ‌آی‌وی و همچنین ضربهٔ سر که به «سندرم مستی مشت‌زن» معروف است می‌تواند منجر به زوال عقل شود.

## تشخیص افتراقی
- علل شایع اختلال‌های شناختی در افراد مسن عبارت‌اند از:

- آغاز یا تشدید نارسایی قلب
- داروهای تجویزی، به‌ویژه داروهای ضد پارکینسون و سایر داروهای با خواص آنتی‌کولینرژیک
- نوشیدنی الکل
- هیپوکسی یا ایسکمی عروق مغز
- عفونت‌های گوش، پوست، ریه و دستگاه ادراری
- سایر عللی که از شیوع کم‌تر برخوردارند عبارت‌اند از:

- اختلال افسردگی عمده که زوال عقل را تقلید می‌کند
- کم‌خونی شدید در افراد بسیار مسن
- کمبود ویتامین ب۱۲ فولات
- کم‌کاری تیروئید
- تومورهای مغزی با رشد تدریجی
- نارسایی کلیوی
- هیدروسفالی ارتباطی
- سیفلیس
- هیدروسفالی فشار معمولی علاوه بر عوامل بالا ممکن است بیمار دچار پیری طبیعی شده باشد که با عدم تداخل قابل ملاحظه در رفتار اجتماعی و شغلی با زوال عقل قابل افتراق است. همچنین دلیریوم با شروع حاد، دورهٔ کوتاه و تشدید شبانهٔ علائم، از زوال عقل قابل تمایز است. ضمن این که نباید احتمال اختلالات ساختگی یا تمارض را از نظر دور داشت. همچنین با توجه به شباهت‌های نسبی این بیماری با اسکیزوفرنی و افسردگی عمده، لازم است علائم تشخیصی به‌صورت دقیق و بالینی بررسی شوند.

## درمان
- درمان‌های روانی – اجتماعی:

رفتاردرمانی شناختی در بیماران دچار زوال عقل خفیف تا متوسط برای غلبه بر «تفکر فاجعه‌نگر» (که در آن به تمام سختی‌ها به‌عنوان یک فاجعه نگاه می‌شود) مفید به نظر می‌رسد. «قالب‌بندی مجدد شناختی» می‌تواند در ایجاد راهبردهای کنار آمدن با مشکل در مراقبین بیماران نقش داشته باشند و ممکن است از رویکردهای حل مشکل یا مداخلات گروه‌های حمایتی برای آن‌ها مؤثرتر باشند. مطالعات موردی روی رفتاردرمانی شناختی در بیماران دچار زوال عقل نشان داده‌اند که چگونه یک رویکرد مبتنی بر فرد می‌تواند به تخفیف ترس از این که دیگران تشخیص را بفهمند، به کاهش افت سریع توانایی‌ها، پرهیز از رفتار خجالت‌آور در جامعه، و جلوگیری از حذف نقش بیمار در برنامه‌ریزی مراقبت‌ها کمک‌کننده باشد. تکنیک‌های مورد استفاده شامل ترکیبی از واقعیت‌گرایی، راهبردهای حافظه و بازسازی مجدد هستند. یکی از مشکلات اساسی در مورد افراد مبتلا به زوال عقل، احساس ازخودگذشتگی مراقب نسبت به بیمار است که منجر به احساس تنفر نسبت به خود و بیمار می‌شود. امروزه با کتاب‌هایی که مخصوص این گروه از پرستاران و افراد خانواده نوشته شده و همچنین روان‌درمانی‌های حمایتی و مشاوره‌های مستمر سعی در کاهش این‌گونه موارد است.
- درمان دارویی:

هیچ دارویی برای جلوگیری یا درمان زوال عقل وجود ندارد. ممکن است از داروها برای درمان علائم رفتاری و شناختی استفاده شود، اما هیچ تأثیری در روند بیماری زمینه‌ای ندارد.
مهارکننده‌های استیل‌کولین استراز، مانند دونپزیل، ممکن است برای بیماری آلزایمر و زوال عقل در پارکینسون، یا زوال عقل عروقی مفید باشد. کیفیت شواهد، ضعیف است و فواید آن اندک است. هیچ تفاوتی بین عوامل این خانواده نشان داده نشده‌است.
در زیر نمونه‌ای از درمان دارویی برای استفاده روزانه حالت‌های مختلف زوال عقل آمده‌است:
- برای آژیتاسیون خفیف

ترازودون ۳۰۰–۵۰ میلی‌گرم، بنزودیازپین‌ها، مانند لورازپام ۴–۰٫۵ میلی‌گرم کلومتیازول تا ۳ کپسول (۱۵–۵ میلی‌لیتر مایع) مهارکننده‌های انتخابی بازجذب سروتونین، مانند سیتالوپرام ۲۰–۱۰ میلی‌گرم و سرترالین ۱۰۰ میلی‌گرم همچنین والپروات سدیم ۲۵۰ میلی‌گرم تا ۱ گرم، کاربامازپین ۳۰۰–۵۰ میلی‌گرم، مهارکننده‌های کولین‌استراز (به‌ویژه ریواستیگمین ۶–۱٫۵ میلی‌گرم در زوال عقل اجسام لویی)، پرومازین ۱۰۰–۲۵ میلی‌گرم.
- برای آژیتاسیون شدید یا در صورت وجود روان‌پریشی

کوئتیاپین ۲۰۰–۲۵ میلی‌گرم، ریسپریدون ۲–۰٫۵ میلی‌گرم الانزاپین ۱۰–۲٫۵ میلی‌گرم آریپیپرازول ۱۵–۵ میلی‌گرم در صورت وجود علائم افسردگی، مهارکننده‌های انتخابی بازجذب سروتونین مانند سیتالوپرام ۲۰–۱۰ میلی‌گرم و سرترالین ۱۰۰ میلی‌گرم، میرتازاپین ۴۵–۱۵ میلی‌گرم
- به گفتهٔ پزشکان، قرار گرفتن در معرض نور خورشید تأثیر زیادی در رفع اختلال خواب مبتلایان به زوال عقل دارد.[۲۲]

## پیش‌گیری
- فعالیت‌های فکری و به‌کار بردن قوهٔ حافظه از بیماری آلزایمر پیش‌گیری می‌کند: براساس یافته‌های دانشمندان دانشگاه ایالتی کلیولند در اوهایو افرادی که از نظر جسمی و فکری فعال هستند به مراتب، کمتر از دیگران در معرض بیماری آلزایمر قرار می‌گیرند. در یک مطالعه بر روی ۱۹۲ نفر بیمار و ۳۵۸ نفر از افراد سالم، این نتیجه به‌دست آمده که زندگی ساکت و بدون فعالیت جسمی و فکری باعث کم‌کاری و ناسالم ماندن مغز شده و در افرادی که آمادگی ابتلا به بیماری آلزایمر را دارند بروز بیماری را سرعت می‌بخشد. این محققان عقیده دارند که مغز هم مانند اعضای دیگر بدن به ورزش و فعالیت نیاز دارد و به‌کار نگرفتن آن باعث از بین رفتن قدرت تفکر می‌شود. تقویت حافظه فقط با خواندن کتاب و فکرکردن امکان‌پذیر نیست. بلکه معاشرت با دیگران، مسافرت، آموختن زبانی جدید، حفظ کردن شعر، آموختن موسیقی و غیره می‌تواند در این مورد مؤثر باشد.
- مصرف گوشت ماهی‌هایی چون قزل‌آلا و ماهی ساردین، با داشتن اسید چرب امگا ۳ خطر ابتلا به آلزایمر را کاهش می‌دهند.[نیازمند منبع]
- رژیم غذایی مدیترانه‌ای از ابتلا به آلزایمر پیشگیری می‌کند: یک مطالعه نشان می‌دهد که مصرف رژیم غذایی مدیترانه‌ای خطر ابتلا به آلزایمر را به‌طور چشمگیری کاهش می‌دهد. در این تحقیق، محققان رژیم غذایی و وضعیت سلامتی ۲۲۰۰ نفر را در مدت بیش از چهار سال بررسی کردند. طبق این مطالعه هر چه افراد بیشتر این نوع تغذیه را رعایت کنند کمتر احتمال دارد به آلزایمر مبتلا شوند. به گفته متخصصان آلزایمر، این تحقیق شواهد دیگری در فواید تغذیه سالم در پیشگیری از ابتلا به این بیماری ارائه می‌کند. عموماً از رژیم غذایی مدیترانه‌ای به عنوان تغذیه‌ای سالم یاد می‌شود. این رژیم غذایی سرشار از میوه، سبزیجات و غلات، مقداری ماهی و مقدار بسیار کمی لبنیات و گوشت است.
- نتایج مطالعات متعدد از ارتباط میان استرس مزمن و اضطراب با افزایش خطر ابتلا به افسردگی و زوال عقل حکایت می‌کنند.[۲۳]
- مصرف سیب و زردچوبه در درمان و پیشگیری از بیماری آلزایمر مؤثر است.[نیازمند منبع]
- ورزش‌های هوازی: ورزش هوازی مانند دویدن یا کشیدن بدن، مستقیماً شکل‌پذیری سیناپس‌ها را با افزایش مصرف اکسیژن و تغییر ساختار و قابلیت سیناپس افزایش می‌دهد. در نتیجه با پشتیبانی از فرایند عصب‌زایی از زوال عقل در جمعیت میانسالان جلوگیری کند.[۲۴]